# 分子昆虫学
分子昆虫学（ぶんしこんちゅうがく、Molecular Entomology）は、昆虫のホルモンや遺伝子など、生化学的・分子遺伝学的な面から昆虫の解明を目指す昆虫学の一分野。

## 概要
近年のゲノム研究により、遺伝子の解明が進んでいる。こうした中、蚕学として発展してきた遺伝学を応用し、ショウジョウバエやカイコといった昆虫のゲノム情報や遺伝子組み換え技術を用いて、昆虫の新たな一面の発見や応用を目指す学問である。遺伝、発生、生理といった基礎分野から、有用昆虫の利用や害虫の防除といった応用分野までさまざまであり、しばしば応用昆虫学に含まれる。
遺伝子解明が進んでから昆虫分類学において、昆虫の遺伝子情報を基にした分類が可能になり、それまで形態に大きく頼ったことで誤認していた多くの系統が分子昆虫学の台頭で新たに訂正され、研究の発展と多様性の解明に大きく貢献している。
応用昆虫学においても、ホルモンや遺伝子の解明により、それまで謎とされてきた昆虫の行動や生理生態の解明に大きく貢献した。